# Афроамериканцы
Афроамерика́нцы (англ. African American, Afro-American) — жители США (не испаноязычные), идентифицирующие себя с происхождением от любой из чернокожих расовых групп Африки. Этнорасовая группа, состоящая из потомков завезённых в США африканских рабов. Как правило, под «афроамериканцами» подразумеваются не позднейшие иммигранты, а выходцы из Африки (потомки рабов XVII—XIX вв.), в течение ряда поколений живущие в США. Является обобщающим термином, официально используемым Бюро переписи населения США, Бюро по вопросам управления бюджетом и остальными правительственными организациями для обозначения граждан США или проживающих в стране иностранцев.
В английском языке афроамериканцы имели историческое обозначение Negro (с исп. — «чёрный»), которому родственно русское слово негры, но оно постепенно обрело пейоративное значение и перестало считаться нейтральным, уступив словам African American или Afro-American. Наряду с афроамериканцами, общеупотребительным нейтральным обозначением в настоящее время считается слово Black (с англ. — «чёрный»).

## История названия этнической группы
Название African American, дословно переведённое на русский как афроамериканец, касается вопросов интеграции и двойственной самоидентификации чернокожего населения в США. В эпоху рабства Бюро цензов США в переписях использовало обычно термины «рабы» и «свободные цветные». После ликвидации рабства в последней трети XIX века употреблялись термины «цветной» (англ. Colored), «негр» (англ. Negro) (слово появилось в переписи в 1900 году) и «мулат».
В 1920-х годах негры США обычно называли себя «цветными», в 1960-х — «чёрными» (англ. Black), позже — афроамериканцами (англ. Afro-American, African American). 
С некоторым опозданием смена самоназваний отразилась в официальной статистике Бюро цензов США: в 1970 году Бюро поменяло пункт «Negro» на «Negro or Black». С 1977 года существовало законодательство с новой официальной категоризацией: «чёрный или афроамериканец» (англ. «Black or African American») — человек, «происходящий от любой чёрной расовой группы Африки» (англ. having origins in any of the black racial groups of Africa). Управление Федеральной политики по статистике и стандартам официально опубликовало данное определение в 1978 году. В 2000 году Бюро добавило в графу «раса» видоизменённый пункт «Black, African Am., or Negro», который был объединён в отчёте, под общим названием «Black or African American», с отнёсшими себя в свободной графе к нигерийцам, кенийцам или гаитянам. В 2010 году данный пункт остался, однако, по словам директора Бюро, со времени прошлой переписи поступили жалобы от людей, оскорблённых присутствием термина «негр». Всего, около 56 тысяч опрошенных идентифицировали себя с «неграми». В статистических отчётах Бюро этот термин не использовался.
О проблемах самоидентификации негров в США писал ещё в 1897 году Уильям Дюбуа:

История американского негра — история этого противоборства, этого страстного стремления достичь зрелого самосознания и слить его двойственное «я» в лучшую и более полноценную личность. Но в этом сплаве он не хочет потерять ни одну из своих прежних личностей. Он не стремится африканизировать Америку, ибо она может многому научить мир и Африку. Не собирается он и отбелить в потоке белого американизма свою негритянскую душу, ибо верит, что ей также есть что сказать миру. Он просто хочет сделать возможным для человека быть как негром, так и американцем, не навлекая на себя проклятий и презрения.

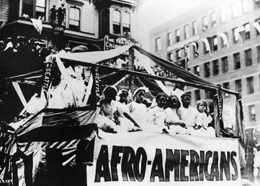
Парад в Вашингтоне, 1911 год. На переднем плане плакат «Afro-Americans».

Негритянские деятели конца XIX — начала XX века употребляли термины «раса», «цветной народ», «нация», «национальность», подтверждающие осознание себя как особой группы. При этом, смысл данных терминов (часто употребляемых равнозначно) понимался смутно. Особенностью негритянского национализма было то, что он возник на расовой основе. Даже такие различные по своим позициям деятели, как Букер Вашингтон и Уильям Дюбуа, говоря на рубеже XIX—XX веков о неграх США, употребляли слово «нация». Негритянский национализм также известен в форме расистского «антибелого» движения среди негров США. Под их влиянием близкие идеи негритюда воспринимали и негритянские группы в Европе.
Некоторые современные российские лингвисты, анализируя эвфемизмы политкорректности в американской культуре, отмечают, что если Negro и Black можно отнести к определённому временному и историческому континууму, то новейшее образование African American искусственно, и не обладает формой, выработанной в ходе исторического процесса, изменения языка, культуры. Это делает его «неопределённым», что для термина неприемлемо.
Исторически в русском языке эвфемизмы в отношении слова «негр» не употреблялись. По мнению доктора филологических наук Георгия Хазагерова, когда в СССР осуждался расизм, то «негров везде называли неграми… У нас использование эвфемизмов в отношении слова „негр“ звучит смешно». С точки зрения доктора филологических наук Максима Кронгауза, замена нейтрального слова в русском языке политически верным эвфемизмом не имеет под собой причины: эти выражения, в отличие от изменений в английском языке, вводятся властными структурами, то есть воспринимаются как некое политическое указание, поэтому от политкорректности возникает совершенно обратный эффект.
Эвфемизм афроамериканцы также получил распространение в некоторых трудах российских исследователей по новейшей истории. Так, научный сотрудник Института этнологии и антропологии РАН Эдуард Нитобург, использовал его в своих научных работах начиная с 1980-х годов. В некоторых современных российских энциклопедиях и словарях появились статьи «Афроамериканцы» и «Афроамериканцы США». В 2005 году в новейшей Большой российской энциклопедии появилась статья «Афроамериканцы» с уточнением в скобках «негры США». Встречается также термин «Афро-американцы», однако, по правилам русского языка, написание через дефис относится к связям между Африкой и Америкой, и некорректно по отношению к этнорасовой группе.

## История

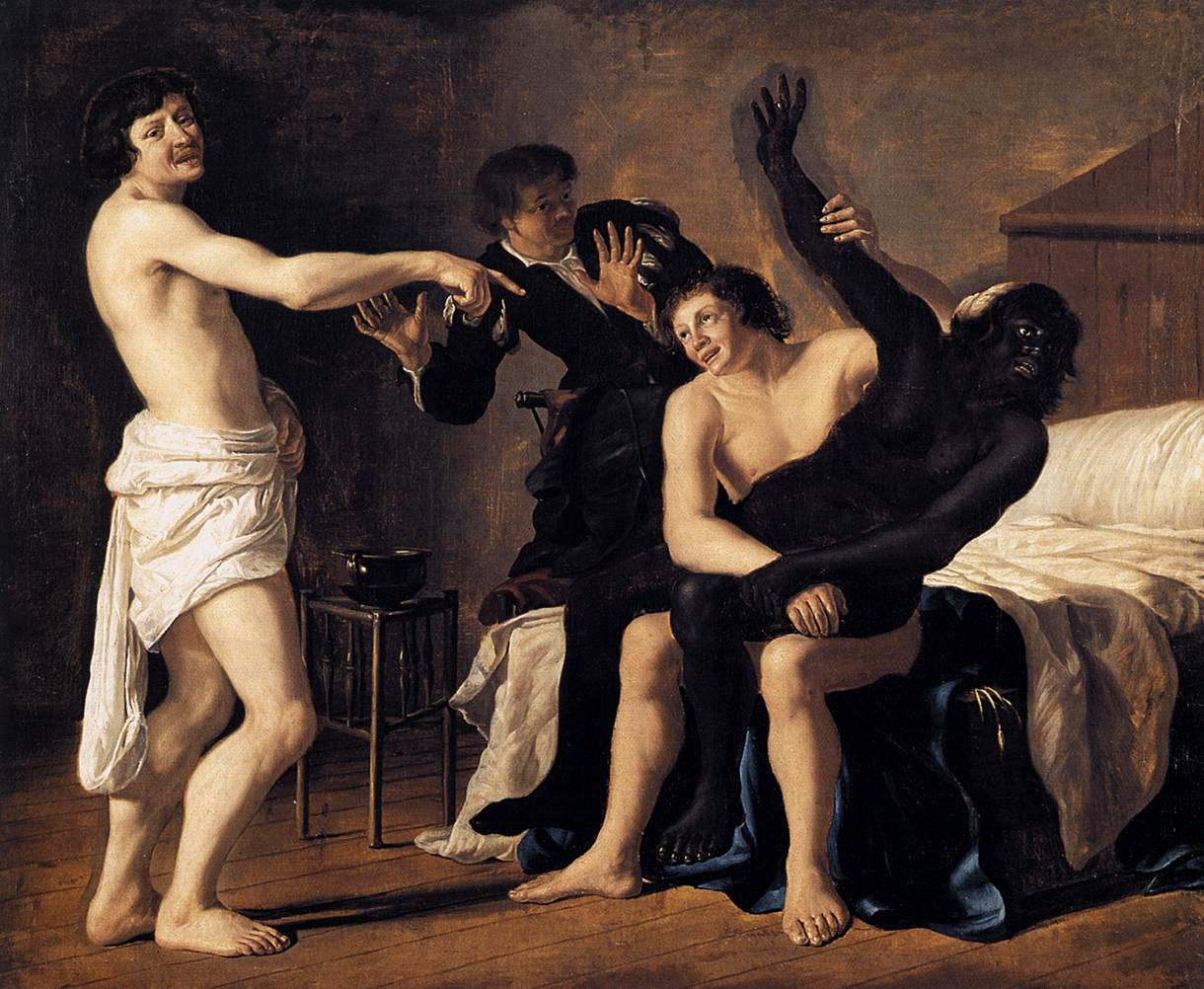
Белые мужчины и чёрная рабыня. Картина ван Кувенберга, 1632 г.

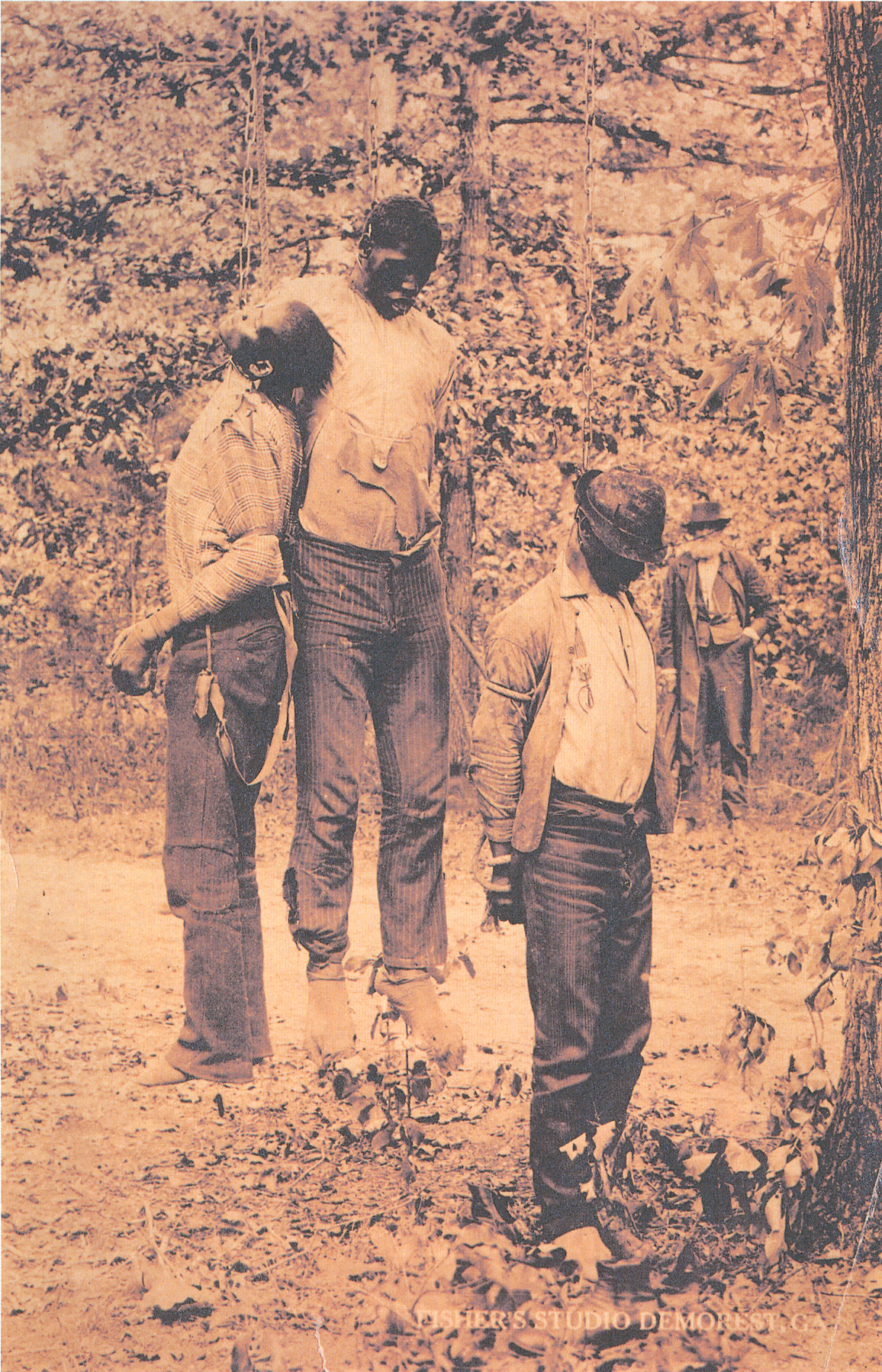
Негры, казнённые судом Линча. Конец XIX в.

Отмечается, что только около 20 процентов африканцев, привезенных в Северную Америку, попали туда напрямую, в то время как большинство остальных сначала попадали в Вест-Индию.
Впервые африканские невольники были завезены в Виргинию в 1619 году британским правительством. По состоянию на 1860 год из 12-миллионного населения 15 американских штатов, где сохранялось рабство, 4 миллиона были рабами(см. статью Рабство в США).
Труд рабов широко использовался в плантационном хозяйстве, позволяя получать американским рабовладельцам высокие прибыли. В первой половине XIX века национальное богатство Соединённых Штатов в значительной степени было основано на эксплуатации рабского труда. За период с XVI века по XIX век в страны Америки было завезено около 12 миллионов африканцев, из них около 645 тыс. — на территорию современных США.
Хотя Конгресс запретил привоз новых рабов из Африки в 1808 году, эта практика существовала как минимум ещё полвека. Рабство было отменено во время Гражданской войны в США в 1863 году прокламацией президента США Авраама Линкольна, что было подтверждено 13-й поправкой к Конституции США, которая была принята в 1865 году. В 1863 году толпа белых жителей Нью-Йорка, недовольных введением всеобщей воинской повинности, устроила масштабный негритянский погром.
В южных штатах США века рабства и десятилетия сегрегации создали правовую и политическую систему, которая характеризовалась господством белых. Чернокожие различными средствами не допускались к участию в выборах. Действовали законы (Законы Джима Кроу), по которым чернокожие не могли учиться в школах и университетах вместе с белыми, должны были занимать специально отведённые для них места в общественном транспорте и т. д. Многие магазины, рестораны, гостиницы отказывались обслуживать чернокожих. Чернокожие всегда называли белых «мистер» или «миссис», хотя белые редко удостаивали чернокожих столь вежливого обращения. С 1865 года на Юге Ку-Клукс-Клан и ряд других расистских организаций проводили политику запугивания негров с целью снижения их политической активности. В качестве средства использовались показательные убийства чернокожих политических активистов (последнее — в 1981). Со времен отмены рабства на Юге практиковались «суды Линча» — внесудебные расправы над неграми, обвиненными в каком-либо правонарушении, которые заканчивались повешением жертвы (последнее — в 1946 году). В северных, среднезападных и западных штатах, куда массово переселялись негры в 1900—1960-е годы, существовала политика создания негритянских кварталов (гетто). Многие белые кварталы и городки были запрещены для проживания чернокожих.

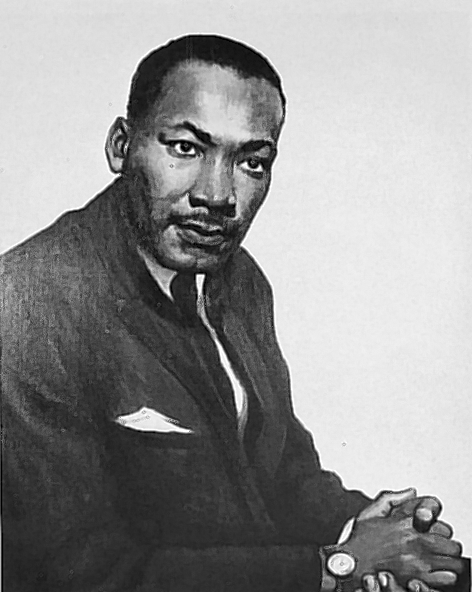
Мартин Лютер Кинг, лидер движения за гражданские права чернокожих в США

Существенный спад расизма в США наметился в 1950—1960-е годы, когда в результате успехов федерального правительства и движения за гражданские права, была законодательно запрещена расовая дискриминация, однако сегрегация де факто всё ещё сохранялась и распространялась в обществе (хоть и не в таких строгих формах, как ранее).
Но в США в тот же период как своеобразная защитная реакция на многовековое угнетение и притеснение негров возник «чёрный расизм». Он ярко проявился в проповедях Фарда Мохаммеда, и его последователя, основателя организации «Нация ислама» Элайджи Мохаммада. С ним также связана получившая в США широкое распространение «афроцентристская египтология», сторонники которой утверждают, что древние египтяне были чернокожими, древнеегипетская культура была истоком древнегреческой и тем самым всей европейской культуры и при этом существовал и существует заговор белых расистов, для того, чтобы все это скрыть.
В 2005 году во время беспорядков в Новом Орлеане, связанных с ураганом и наводнением, происходили вспышки насилия на почве расовой ненависти.

## Демография
Сегодня в США проживает около 42 миллионов афроамериканцев, часть (10-15%) из которых являются мулатами с некоторой примесью белой (около 17—18 %), индейской (около 3—5 %), а также азиатской и латиноамериканской крови (около 1—2 %). Их доля в населении страны благодаря довольно значительному естественному приросту постепенно возрастает и в настоящее время составляет порядка 13 % всего населения. Во время первой переписи населения (1790 год) негром считался почти каждый пятый житель США (19 % населения), затем эта доля сократилась до 9 % в 1930 году из-за массового притока белых иммигрантов из Европы, причём до середины-конца XIX века и рождаемость в белой среде была выше афроамериканской. В дальнейшем доля афроамериканцев выросла до современных 13 %.
По мере улучшения качества жизни и особенно после запрета работорговли (но не самого рабства) в начале XIX века, у плантаторов появилась инициатива «разводить» негров путём отбора самых выносливых из них для «свода». Численность афроамериканцев также существенно увеличилась благодаря правилу одной капли крови, которое позволяло причислять к неграм всех людей смешанного происхождения (мулатов, самбо, квартеронов, квинтеронов и т. д.). Численность чернокожих начала расти, хотя их доля, в процентном отношении, продолжала падать до середины XX века из-за интенсивной белой иммиграции. Бэби-бум 1940-60-х гг. в негритянской среде был более выражен, чем в белой. В 1950-е годы на 1 чернокожую женщину приходилось 4,5 детей (на 1 белую — 3,5), сильный разрыв в фертильности сформировался в 1970-е годы (на 1 чернокожую — 3,0, на 1 белую — 1,8) но в начале 1990-х эти показатели сблизились. Так в настоящее время при 1,8 ребёнка в среднем на белую женщину, для чернокожей женщины этот показатель немногим больше 2,1. Другие проблемы, отразившиеся на демографии чёрного населения — эпидемия СПИДа, криминализация (особенно молодых мужчин), злоупотребление наркотиками. Средний возраст чернокожего — 34 года по сравнению с 42 годами для белых. Растёт иммиграция чернокожих из Африки (в основном из англоязычных стран Западной Африки — Ганы, Нигерии, Сьерра-Леоне, Либерии, также в США переехало много выходцев из стран Африканского Рога — Сомали, Эфиопии, Кении), Латинской Америки (Доминиканская Республика, Панама, Колумбия) и стран Карибского бассейна (Гаити, Ямайка).
Согласно исследованию, проведенному в 2014 году среди клиентов 23andMe, генетический состав афроамериканцев составляет в среднем 73 процента африканцев к югу от Сахары, 24 процента европейцев и 0,8 процента коренных американцев.

## Концентрация
Традиционный регион проживания американских афроамериканцев — юг США, где они внесли существенный вклад в формирование своеобразного образа региона и в особенности музыку, кулинарию, искусство. Массовая иммиграция белых европейцев после Гражданской войны направлялась в основном на север страны, а также в район Великих равнин. Поэтому с началом естественного роста чёрного и цветного населения, оно составляло большинство в ряде штатов юга. Так в конце XIX века чернокожие составляли 75 % населения штата Южная Каролина, свыше половины (около 60 %) населения Миссисипи, 55 % населения в штате Луизиана, от трети до половины населения Техаса, Джорджии, Флориды, Северной Каролины, Теннесси, Арканзаса, Вирджинии и т. д.
Регион в юго-восточной части США, который исторически характеризуется высоким процентом афроамериканского населения, называют «чёрным поясом». В начале XX века подавляющее большинство (90-95 %) афроамериканцев жило в бывших рабовладельческих штатах, до 1960-х годов этот показатель постоянно снижался, после 1965 года из-за обратной миграции афроамериканцев в крупные города Нового Юга (Атланта и проч.) стабилизировался на уровне 50-55 %.
Положение чёрных в традиционных регионах юга было очень сложным из-за насилия Ку-Клукс-Клана и господства законов Джима Кроу. В 1910—1960-х годах имела место так называемая Великая миграция афроамериканцев, когда сотни тысяч из них массово направились на работу на заводы и фабрики крупных городов севера (Чикаго, Нью-Йорк и т. д.)
| Место                     | Доля, % |
| ------------------------- | ------- |
| Вашингтон, округ Колумбия | 55      |
| Миссисипи                 | 38      |
| Луизиана                  | 32      |
| Джорджия                  | 30      |
| Южная Каролина            | 29      |
| Алабама                   | 27      |
| Северная Каролина         | 21      |
| Нью-Йорк                  | 16      |
| Флорида                   | 16      |
| Арканзас                  | 16      |
| Теннесси                  | 16      |
| Техас                     | 10      |
| Калифорния                | 6       |

В ряде городов и округов страны афроамериканцы абсолютно преобладают.
| Год  | Количество афроамериканцев в США, чел | Доля, % |
| ---- | ------------------------------------- | ------- |
| 1790 | 757 208                               | 19,3    |
| 1800 | 1 002 037                             | 18,9    |
| 1810 | 1 377 808                             | 19,0    |
| 1820 | 1 771 656                             | 18,4    |
| 1830 | 2 328 642                             | 18,1    |
| 1840 | 2 873 648                             | 16,8    |
| 1850 | 3 638 808                             | 15,7    |
| 1860 | 4 441 830                             | 14,1    |
| 1870 | 4 880 009                             | 12,7    |
| 1880 | 6 580 793                             | 13,1    |
| 1890 | 7 488 788                             | 11,9    |
| 1900 | 8 833 994                             | 11,6    |
| 1910 | 9 827 763                             | 10,7    |
| 1920 | ~ 10 500 000                          | 9,9     |
| 1930 | ~ 11 900 000                          | 9,7     |
| 1940 | ~ 12 900 000                          | 9,8     |
| 1950 | ~ 15 000 000                          | 10,0    |
| 1960 | ~ 18 900 000                          | 10,5    |
| 1970 | ~ 22 600 000                          | 11,1    |
| 1980 | ~ 26 500 000                          | 11,7    |
| 1990 | ~ 30 000 000                          | 12,1    |
| 2000 | ~ 34 600 000                          | 12,3    |
| 2005 | ~ 35 000 000                          | 12,6    |

## Внутренняя миграция
В настоящее время негритянское население широко представлено во многих штатах США. Но если на юге значительная часть чёрных (до трети) по-прежнему проживает в сельских регионах, то на севере США — в крупных городах, где некоторые традиционно живут в особых районах со сравнительно низким уровнем жизни — гетто. Для негритянского населения характерна более высокая занятость в промышленности, массовых отраслях сферы услуг (торговля и др.).
В начале XX века многие чернокожие американцы в поисках лучшей работы переселялись с Юга в индустриальные штаты Приозерья и среднего Запада, крупные города. С конца 1970-х годов наблюдается обратная тенденция: всё больше переселенцев на север и их потомков вновь возвращаются на свою малую родину — южные штаты. Причина этого — вынос в эти районы трудоемкой промышленности и, как следствие, рабочих мест для афроамериканцев.

## Внешняя миграция
Численность афроамериканцев растёт также за счёт внешней миграции: в США вновь переселяется значительное количество чернокожих из Африки и стран Карибского бассейна. К «новым» афроамериканцам — потомкам выходцев из независимой Африки (а не к потомкам рабов) относится 44-й президент США Барак Обама (его отец родом из Кении).

## Социальные проблемы в афроамериканской среде
Большинство социальных проблем чёрных в США связаны друг с другом и воспроизводят друг друга. Среди важнейших:
- Низкая доступность качественного образования
- Занятость на сравнительно низкооплачиваемой работе («синие воротнички»), низкая конкурентоспособность на рынке труда и высокий уровень безработицы (на 2006 год уровень безработицы среди чернокожих более чем в 3 раза выше, чем среди белых граждан США[32]), зависимость от социальной помощи государства
- Кризис семейных ценностей: высокий уровень разводов, внебрачных рождений, большое число неполных семей
- Высокий уровень преступности, большой процент заключённых, массовое распространение наркомании
- Сравнительно высокий процент ВИЧ-инфицированных, повышенная смертность от внешних причин (в том числе насильственных), низкая доступность качественной медицинской помощи, более низкая средняя продолжительность жизни

## Экономические аспекты
Во второй половине XX века жизненный уровень чернокожего населения США несколько вырос, наблюдается также определённый рост чёрного среднего класса. Тем не менее, общим местом остаётся уровень жизни гораздо более низкий, чем в среднем по США:

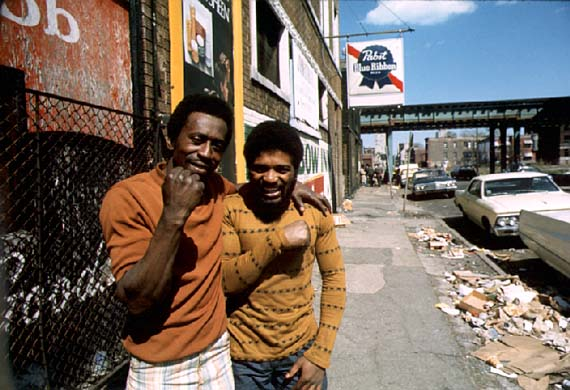
Афроамериканское «гетто» в Чикаго, 1974 г.

- По состоянию на 2010 год 45 % афроамериканцев владели своими домами, тогда как в среднем по стране — 67 %;
- За чертой бедности в 1998 году находилось 26,5 % чернокожих, на 2010 год наблюдалось снижение до 24,7 %. В то же время в среднем по США за чертой бедности находится 12,7 %;
- На 2002 год из 23 миллионов всех бизнесов в стране 1,2 млн принадлежали афроамериканцам, на 2010 год — до 2 млн. За 2002—2011 год рост чёрных бизнесов был наибольшим среди всех бизнесов, принадлежащих меньшинствам;
- На 2004 афроамериканцы являлись третьими по заработкам среди меньшинств, после азиатов и латиносов;
- 25 % чёрных имели специальности «белых воротничков» на 2000 год, в среднем по стране — 33,6 %;
- Медианные заработки чернокожих составляют 76 % от медианных заработков американцев европейского происхождения;
- Крупным работодателем для афроамериканцев является госсектор. На 2008—2010 годы 21,2 % всех чернокожих работников были заняты в госсекторе (для остального населения США — 16,3 %). Зарплаты для чёрных в госсекторе заметно выше, чем в других отраслях;
- В условиях кризиса чёрные чаще подпадают под сокращения, и безработица для них выше. На октябрь 2008 она составляла 6,5 % в среднем по стране и 11,1 % для афроамериканцев;
- Тогда как на 1975 год чёрные работники получали 82 % от заработков белых, на 2005 — лишь 65 %;
- На 2011 год 72 % чёрных детей были рождены матерями-одиночками. За чертой бедности находятся 29,5 % таких семей и 9,9 % - полных чёрных семей. Для белых семей цифры составляют 26,4 % и 6 %, соответственно.

## Здоровье
Продолжительность жизни для чёрных мужчин составляла на 2008 год 70,8 года и для женщин - 77,5, и на 5-7 лет меньше, чем для американцев европейского происхождения. Продолжительность жизни чёрных впервые начала рассчитываться в 1900 году, и составляла для мужчин и женщин 32,5 и 33,5 года, соответственно; тогда же она составляла для белых мужчин и женщин 46,3 и 48,3, соответственно.
Чёрные чаще страдают от ожирения, диабета и гипертонии. На 2010 год среди совершеннолетних чёрных мужчин ожирение имели 31,6 %, для женщин — 41,2 %. Рак встречается на 10 % чаще, чем у американцев европейского происхождения.
Афроамериканцы составляют лишь 12,6 % населения, при этом среди ВИЧ-положительного населения доля чернокожих равна 42 %. В Вашингтоне уровень заражения СПИДом является наивысшим по США и доходит до 1,9 %, что по стандартам ВОЗ означает наличие генерализованной эпидемии.

## Религия
Большинство чернокожих является протестантами. Обычно они являются прихожанами отдельных чёрных конгрегаций, некоторые из которых были образованы ещё освобождёнными рабами в XVII веке. В последующем афроамериканское христианство впитало в себя африканские духовные традиции.
На 2007 год более чем половина афроамериканцев является прихожанами исторически чёрных церквей. Крупнейшими деноминациями являются баптисты, методисты и пятидесятники. До 5 % афроамериканцев являются католиками; среди свидетелей Иеговы доля афроамериканцев доходит до 22 %.
Определённое число афроамериканцев является мусульманами. Среди привезённых в Америку рабов мусульманами было от 15 до 30 %, однако большинство из них было обращено в христианство. В XX веке, однако, часть чёрных обратилась в ислам, во многом под влиянием групп чёрных националистов. Крупнейшей подобной организацией является «Нация ислама».

## Язык
Афроамериканцы говорят на английском и на языке эбоникс (чёрный английский, афроамериканский английский). Часть афроамериканцев говорит на креольском языке гула, сохраняющем многие уникальные особенности (например, система местоимений), появившиеся в результате смешения языков западной и центральной Африки с английским и в котором лингвисты насчитывают более 4000 африканских корней.

## Культура
Привезённые в США рабы были выходцами из разных африканских народов. Их совместная жизнь привела к смешению множества культур и возникновению единой культуры афроамериканцев.
Поначалу обращённые в христианство рабы с чёрным цветом кожи посещали церкви и участвовали в пении церковных гимнов вместе со всеми. Затем, однако, их изгнали в отдельные церкви, где они начали исполнять гимны на свой, африканский, манер. Так появились спиричуэлс. Музыка стала тем языком, которым можно было выразить свой протест против рабства, а после отмены рабства — против дискриминации и нищеты. Музыка помогала преодолевать невзгоды, воплощала в себе надежды на успех в борьбе за свободу.

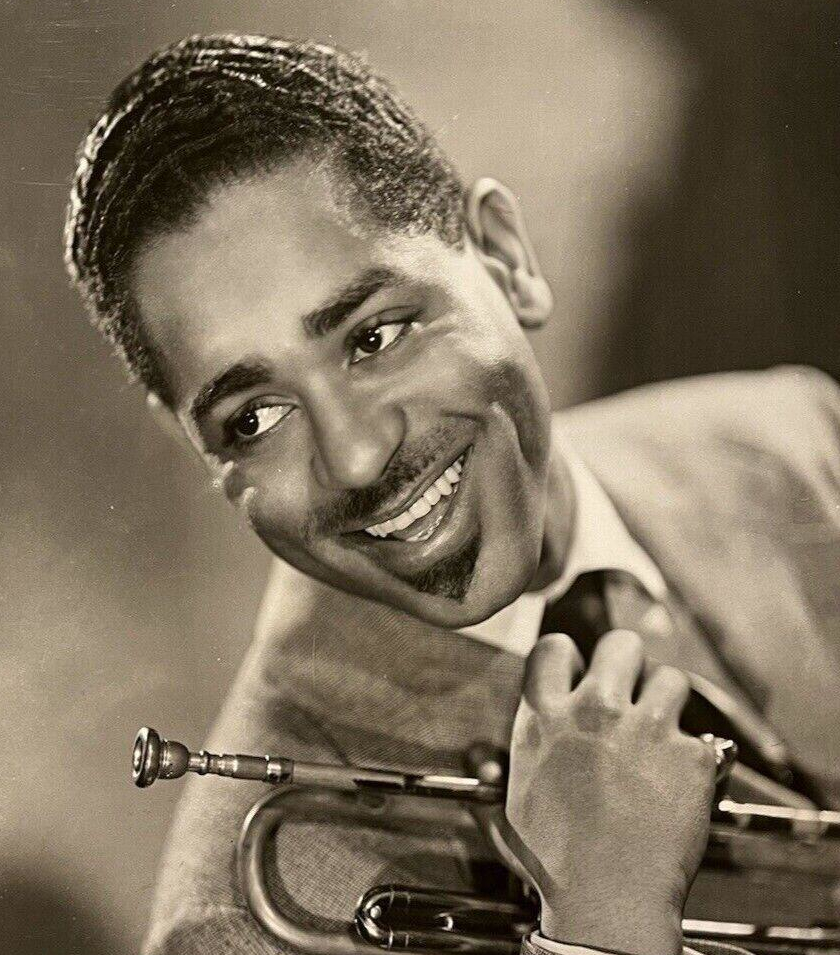
Джазовый трубач-виртуоз Диззи Гиллеспи (середина 1950-х годов)

Позже, на основе спиричуэлс и «work-song» (рабочих песен) появился блюз, а в начале XX века появились рэгтайм (танцевальная музыка, основанная на африканских ритмах) и джаз.
Афроамериканская культура стала неотъемлемой частью всей американской действительности, музыка, созданная американскими неграми — спиричуэлс, блюз, джаз — была принята всеми американцами как своя собственная.
В 1920–1930-е годы в Гарлеме в Нью-Йорке жили представители негритянского среднего класса, которые составили основу литературно-артистической среды, где возник так называемый «Гарлемский ренессанс» — культурное движение, возглавлявшееся ведущими чернокожими писателями и художниками.
В 1970-х годах среди афроамериканцев нью-йоркского района Бронкс распространился пришедший с Ямайки стиль рэп. Это были незамысловатые рифмованные куплеты, обращённые к аудитории. Исполнение рифмованных речёвок прямо на улицах по сей день остается традицией чёрных кварталов. Рэп появился как часть субкультуры хип-хопа. Затем рэп и хип-хоп стали популярными не только среди афороамериканцев и не только в США.
В 1879 году Джоэль Чандлер Харрис опубликовал «Историю господина Кролика и мистера Фокса, как её рассказал дядюшка Римус». Сказки дядюшки Римуса, в сумме 185, стали очень популярны как среди чернокожих, так и среди белых читателей. Истории, в основном собранные непосредственно из афроамериканского фольклора, были революционными в использовании диалектов, животных персонажей и описании пейзажей. Джеймс Уэлдон Джонсон назвал их «величайшим произведением фольклора, которое произвела Америка».

### Комментарии
1. ↑  Известно, что ещё в 1890 году в Балтиморе выходила газета «Afro-American»
2. ↑  Office of Federal Statistical Policy and Standards.
3. ↑  В 2010 году к ним добавили ямайцев.